# Парни-сур-Со
Парни-сур-Со (фр. Pargny-sur-Saulx) — город во Франции, в департаменте Марна. Население — 1800 жителей (2018). Его название происходит от реки Со.